# Liste d'élèves de l'École normale supérieure de Lyon
Cette liste recense les élèves de l'École normale supérieure de Lyon dont la notoriété est avérée,.
L'ENS a fusionné avec, ou remplacé les écoles suivantes : l'ENS de Saint-Cloud (1882-1986), l'ENS de Fontenay-aux-Roses (1880-1986) et l'ENS de Fontenay-Saint-Cloud (1986-2010). Par convention, cette page en liste aussi les élèves.

## Fontenay et Saint-Cloud (1880-2010)
| Promotion | Nom                      | L ou S | Activités principales                                                   |
| --------- | ------------------------ | ------ | ----------------------------------------------------------------------- |
| 1881      | Louis Eugène Bouvier     | S      | carcinologue                                                            |
| 1885      | Charles Joseph Gravier   |        | zoologiste, membre de l'Académie des sciences                           |
| 1899      | Maximilien Sorre         |        | géographe                                                               |
| 1902      | Charles Victor Mauguin   |        | minéralogiste, membre de l'Académie des sciences                        |
| 1911      | Jean Sarrailh            |        | historien                                                               |
| 1922      | Georges Hyvernaud        |        | poète                                                                   |
| 1925      | Jean Amrouche            |        | poète                                                                   |
| 1925      | René Taton               |        | mathématicien, historien des sciences                                   |
| 1929      | Maurice Fombeure         |        | poète                                                                   |
| 1930      | Marc Blancpain           |        | écrivain et journaliste                                                 |
| 1935      | Pierre Goubert           |        | historien                                                               |
| 1938      | André Bazin              |        | critique et théoricien du cinéma                                        |
| 1941      | Georges Jean             |        | poète                                                                   |
| 1942      | Jacques Dupâquier        |        | historien                                                               |
| 1944      | Étienne Camy-Peyret      |        | syndicaliste                                                            |
| 1946      | Pierre Barbéris          |        | critique littéraire                                                     |
| 1947      | Jean Jacquart            |        | historien                                                               |
| 1968      | Bernard Bigot            | S      | chimiste et haut fonctionnaire                                          |
| 1953      | Jean-Claude Carrière     |        | écrivain, scénariste et metteur en scène                                |
| 1953      | Michel Vovelle           |        | historien                                                               |
| 1955      | Maurice Godelier         |        | anthropologue                                                           |
| 1955      | Gabriel Gohau            |        | géologue                                                                |
| 1956      | Georges Lemoine          |        | germaniste et homme politique                                           |
| 1956      | Daniel Roche             |        | historien                                                               |
| 1957      | André Glucksmann         |        | philosophe et écrivain                                                  |
| 1957      | Jean Goldzink            |        | critique littéraire                                                     |
| 1958      | Michka Assayas           |        | journaliste, écrivain et animateur radio                                |
| 1959      | Louis Porcher            |        | sociologue et didacticien                                               |
| 1961      | Michel Davier            |        | physicien, membre de l'Académie des sciences                            |
| 1961      | Marc Kravetz             |        | grand reporter                                                          |
| 1962      | Alain Devaquet           |        | chimiste et homme politique                                             |
| 1962      | Pascal Lainé             |        | écrivain (prix Goncourt 1974)                                           |
| 1963      | Violette Rey             |        | géographe                                                               |
| 1964      | Roger Chartier           | L      | historien                                                               |
| 1964      | Lionel Meney             | L      | linguiste                                                               |
| 1965      | Bernard Charlot          | L      | pédagogue                                                               |
| 1965      | Thérèse Encrenaz         | S      | astrophysicienne                                                        |
| 1965      | Yves Paccalet            | L      | écrivain, journaliste, auteur de films TV et dessins animés, philosophe |
| 1966      | Michel Broué             | S      | mathématicien                                                           |
| 1966      | Alain Chastagnol         | L      | homme politique                                                         |
| 1966      | Jacques Darriulat        | L      | philosophe                                                              |
| 1966      | Jean-Michel Gaillard     | L      | historien, puis haut fonctionnaire                                      |
| 1966      | Jean-Yves Girard         | S      | mathématicien, membre de l'Académie des sciences                        |
| 1966      | Michel Lacroix           | L      | philosophe                                                              |
| 1965      | Jacques Prost            | S      | physicien, membre de l'Académie des sciences                            |
| 1966      | Jean-Pierre Sueur        | L      | linguiste et homme politique                                            |
| 1967      | Catherine Bréchignac     | S      | physicienne                                                             |
| 1967      | Roland Hureaux           | L      | essayiste                                                               |
| 1968      | Paul Fournel             | L      | écrivain                                                                |
| 1968      | Gérard Miller            | L      | psychanalyste et chroniqueur TV                                         |
| 1969      | Pierre Bergounioux       | L      | écrivain                                                                |
| 1969      | Alain Nonjon             | L      | historien                                                               |
| 1969      | Jean-Noël Luc            | L      | historien et universitaire                                              |
| 1969      | Philippe Oulmont         | L      | historien et écrivain (biographe)                                       |
| 1969      | Daniel Pabion            | L      | géographe et vigneron (Nièvre)                                          |
| 1969      | Roger-Pol Droit          | L      | philosophe et journaliste                                               |
| 1969      | Hubert Bonin             | L      | historien et universitaire                                              |
| 1969      | Alain Finkielkraut       | L      | philosophe et écrivain                                                  |
| 1969      | Jean-Noël Luc            | L      | historien                                                               |
| 1969      | Philippe Nemo            | L      | philosophe                                                              |
| 1970      | Philippe Descola         | L      | anthropologue                                                           |
| 1971      | Geneviève Brisac         | L      | écrivain, prix Femina                                                   |
| 1971      | Jacques Chiffoleau       | L      | historien                                                               |
| 1971      | Joël Cornette            | L      | historien                                                               |
| 1971      | Bernard Cottret          | L      | angliciste                                                              |
| 1972      | Jean-Paul Brighelli      | L      | écrivain                                                                |
| 1972      | Jean-François Kervégan   | L      | philosophe                                                              |
| 1973      | Michel Forsé             |        | sociologue                                                              |
| 1973      | Jean-Michel Maulpoix     |        | poète                                                                   |
| 1973      | Michèle Rivasi           |        | femme politique                                                         |
| 1974      | Étienne Ghys             | S      | mathématicien                                                           |
| 1974      | Henry Rousso             | L      | historien                                                               |
| 1974      | Denis Serre              |        | mathématicien                                                           |
| 1975      | Paul Doukhan             |        | mathématicien (IUF Senior)                                              |
| 1976      | Pierre-Marc de Biasi     |        | plasticien et critique littéraire                                       |
| 1976      | Pierre Glaudes           | L      | historien de la littérature                                             |
| 1977      | David Kessler            |        | haut fonctionnaire                                                      |
| 1977      | Éric Danon               |        | diplomate                                                               |
| 1977      | Jean Viviès              |        | angliciste                                                              |
| 1977      | Anne L'Huillier          |        | Physicienne (prix nobel de physique 2023)                               |
| 1978      | Laurent Flieder          |        | critique littéraire                                                     |
| 1978      | Philippe Jansen          | L      | historien                                                               |
| 1979      | Anne-Marie Descôtes      | L      | diplomate                                                               |
| 1979      | Bruno Laurioux           |        | historien                                                               |
| 1980      | Olivier Faron            |        | historien                                                               |
| 1980      | Jean Garrigues           | L      | historien                                                               |
| 1980      | Hélène Miard-Delacroix   |        | germaniste et historienne                                               |
| 1980      | Marc Welinski            |        | homme d'audiovisuel et écrivain                                         |
| 1980      | Olivier Wieviorka        |        | historien                                                               |
| 1981      | Olivier Christin         |        | historien moderniste                                                    |
| 1982      | Nicolas Eybalin          |        |                                                                         |
| 1982      | Louise Merzeau           | L      |                                                                         |
| 1982      | Philippe Minard          |        | historien                                                               |
| 1982      | Christian Renoux         |        | historien                                                               |
| 1984      | Hadrien Laroche          |        | philosophe                                                              |
| 1985      | Patrick Boucheron        |        | historien                                                               |
| 1985      | Paul Dietschy            |        | historien                                                               |
| 1985      | Philippe Nivet           |        | historien                                                               |
| 1986      | Sabine Dullin            |        | historienne                                                             |
| 1986      | Pap Ndiaye               |        | historien                                                               |
| 1989      | Laurent Martin           |        | historien                                                               |
| 1989      | Valérie Charolles        | L      | philosophe                                                              |
| 1990      | Muriel Barbery           | L      | écrivain                                                                |
| 1991      | Florian Mazel            | L      | historien                                                               |
| 1992      | Nicolas Demorand         | L      | journaliste et animateur radio                                          |
| 1992      | Marie-Sophie Masse       | L      | germaniste                                                              |
| 1992      | Bénédicte Savoy          | L      | historienne de l'art                                                    |
| 1993      | Hakim El Karoui          | L      | essayiste                                                               |
| 1993      | Aurélie Filippetti       | L      | écrivaine et femme politique                                            |
| 1994      | Vincent Ferré            | L      | critique littéraire                                                     |
| 1994      | Mazarine Pingeot         | L      | écrivain, fille de François Mitterrand                                  |
| 1995      | Julien Berjeaut          | L      | dessinateur sous le nom de Jul                                          |
| 1995      | Timothée Picard          | L      | critique musical et historien de la littérature                         |
| 1996      | Yann Potin               | L      | archiviste et historien                                                 |
| 1998      | Johann Chapoutot         | L      | historien                                                               |
| 1998      | Matthias Fekl            | L      | homme politique                                                         |
| 1998      | Guillaume Sibertin-Blanc | L      | philosophe                                                              |

## Lyon (depuis 1987)
| Promotion | Nom                      | L ou S | Activités principales                 |
| --------- | ------------------------ | ------ | ------------------------------------- |
| 1993      | Ludovic Berthier         | S      | physicien                             |
| 2000      | Augustin Trapenard       | L      | critique littéraire                   |
| 2001      | Jérémie Brassac          | L      | écrivain sous le nom d'Emmanuel Ruben |
| 2005      | Adèle Van Reeth          | L      | philosophe et productrice de radio    |
| 2005      | Victor Pouchet           | L      | écrivain                              |
| 2008      | Christine and the Queens | L      | chanteur                              |
| 2009      | Nina Leger               | L      | écrivaine                             |